# رودولف أغريكولا
رودولف أغريكولا (باللاتينية: رودولفوس أجريكولا فريسيوس؛ من مواليد 28 أغسطس عام 1443 أو 17 فبراير عام 1444 – 27 أكتوبر عام 1485) ينتمي إلى فترة ما قبل إيراسموس في الحركة الإنسانية في البلدان الشمالية المنخفضة، ويشتهر بمعرفته الواسعة باللغة اللاتينية إذ كان أحد أوائل من تعلَّم هذه اللغة من سكان شمال جبال الألب. كان أغريكولا عالمًا في اللغة العبرية قرب نهاية حياته، ومعلِّم وموسيقي وهو الذي ابتكر آلة الأورغن التي تُستخدم في الكنيسة، إلى جانب كونه شاعرًا يكتب قصائده باللغة اللاتينية وبلغته الأصلية، وهو أيضًا دبلوماسي ورياضي (ملاكم). يشتهر اليوم بكونه مؤلف كتاب «العثور على المنطق»  (دي إنفينتيون دايالكتيكا)، وباعتباره أبًا للإنسانية في شمال أوروبا وبأنه مناهض للفلسفة المدرسية بقوة في أواخر القرن الخامس عشر.

## الإرث والتأثير
فتح كتاب «العثور على المنطق» مجالًا لدراسة المنطق ضمن دراسات فن الخطاب وكان له تأثير قويًا في الحياة العلمية لأنصار الحركة الإنسانية القدامى.
كان عبارة عن معالجة نقدية ومنهجية للأفكار والمفاهيم المتعلقة باللهجات. «تكمن أهمية كتاب البحث عن المنطق بأنه دمج بين فن اللهجات وفن الخطاب. لم يصبّ النقاش اهتمامه على الحقيقة بل على ما يمكن أن يُقال بالمنطق. وفقًا لذلك، ركّز أغريكولا على كتابة الموضوعات بدلًا من كتابة التحليلات لأرسطو وسيسيرو، وأيضًا على كتابات المؤرخين والشعراء والخطباء. وبناء على ذلك، فإن اللهجات بالنسبة لأغريكولا هي عبارة عن مجال مفتوح؛ فن إيجاد «ما يمكن أن يُقال مع درجة من الاحتمالية لأي موضوع». (هاميلتون، دايفيد. من كتاب الجدلية إلى الجدلية).
كان لهذا الكتاب تأثيرًا هامًا على مجتمع الصم أيضًا. إذ كان يحمل فكرة أنه يمكن لأي شخص وُلِد فاقدًا لحاسة السمع أن يوصل فكرته من خلال تعبيره عن نفسه عن طريق الكتابة. لم يُنشر الكتاب حتى عام 1515. تُعتبر مقولته الشهيرة بأنه يمكن للأشخاص الصُم تعلم لغة ما، واحدة من أقدم المقولات الإيجابية التي قيلت حول موضوع الصم (غانون، عام 1981). طُبع كتاب التشكيل (دوفيرماندو) (وهو عبارة عن رسالة طويلة حول برنامج التعليم الخاص) على شكل كُتيّب صغير وكان له تأثيرًا كبيرًا على تفكير المعلمين في أوائل القرن السادس عشر.
تمثَّل إرث أغريكولا الحقيقي في تأثيره الشخصي على الآخرين. إذ كان إيراسموس معجبًا كبيرًا بأغريكولا، فأثنى عليه في كتابه «أداخيا» واصفًا إيّاه بأنه «أول شخص إيطالي ينفخ الروح في عمل أدبي تفوّق على ما سبقه من الأدب». اعتبره إيراسموس بمثابة أب أو معلم وكان قد قابله عن طريق معلمه أليكساندر هيغيز (وهو على الأرجح واحد من تلامذة أغريكولا) في مدرسة هيغيز في ديفينتر. بالإضافة إلى هيغيز، كان من بين تلاميذ أغريكولا: كونراد كيلتيس (في هايدلبيرغ).
أخذ إيراسموس على عاتقه أن يضمن أن تُطبع جميع أعمال أغريكولا بعد وفاته. كان أدولف أوتشو الوصي الأدبي على أغريكولا وهو طبيب من أوغسبورغ. بحلول عام 1530 جمع أتباعه وتلامذته المخطوطات التي تركها أغريكولا، وتم تحرير وتنقيح جميع هذه الأعمال من قِبَل ألاردوس في أمستردام.

## روابط خارجية
- رودولف أغريكولا على موقع الموسوعة البريطانية (الإنجليزية)
- رودولف أغريكولا على موقع ميوزك برينز (الإنجليزية)